# Hastula cuspidata
Hastula cuspidata é uma espécie de gastrópode do gênero Hastula, pertencente a família Terebridae.